# 4 Walls
《4 Walls》는 2015년 10월 27일 SM 엔터테인먼트가 발매한 대한민국의 걸그룹 f(x)의 네 번째 정규 음반이다. SM 엔터테인먼트 전 대표 이수만이 음반의 총괄 프로듀서로 참여하였다. 2015년 8월 전 멤버 설리의 탈퇴로 4인조 그룹으로 개편한 이후 처음 발매하는 음반이지만 사실상 4인조 에프엑스의 첫번째 앨범이자 마지막 앨범이다.

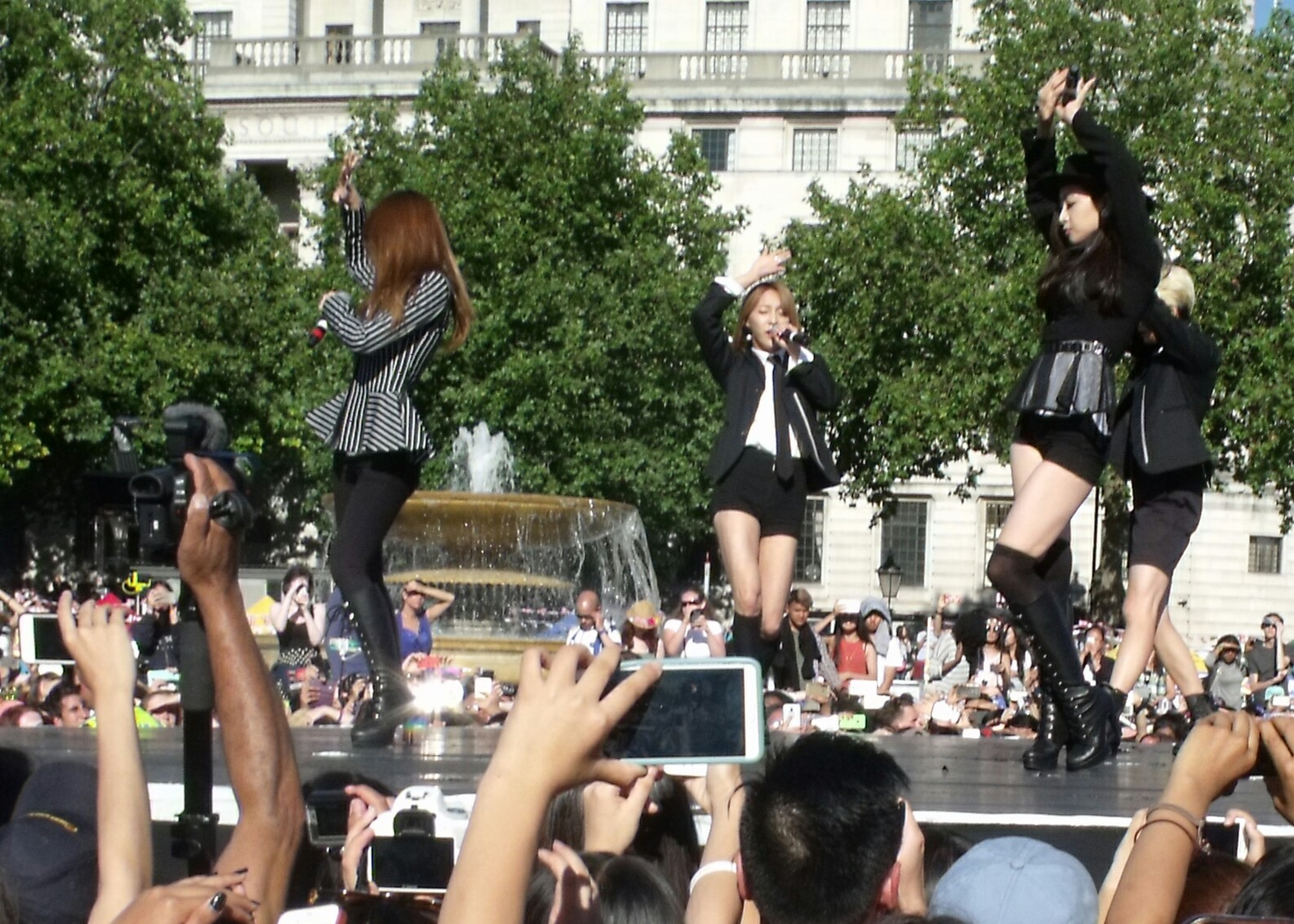
2015년 8월 9일 2015 런던 코리안 페스티벌에서 공연하는 f(x)

f(x)는 음반 활동으로 《엠카운트다운》과 《뮤직뱅크》, 《쇼! 음악중심》을 비롯한 여러 음악 프로그램에 출연해 공연하였다. 더 나아가 2016년 1월과 2월에는 한국과 일본에서 첫 번째 콘서트 투어인 Dimension 4 - Docking Station을 진행하였다. 타이틀곡 "4 Walls"는 음반 발매와 함께 싱글로 공개되었다. 음반의 음악 스타일은 여러 가지로, 그룹의 특징이라 할 수 있는 일렉트로팝과 신스팝 사운드에 하우스, EDM, UK 개러지와 같은 여러 장르 요소를 통합하였다.
《4 Walls》는 음악 평론가들로부터 호의적인 평가를 받았으며, 이들은 다른 멤버들이 설리의 탈퇴로 인해 보컬 능력을 선보일 기회가 더욱 늘어났음에 주목했다. 음반은 발매 이후 대한민국의 가온 앨범 차트에서 1위를 기록하였고, 2016년 1월까지 76,000장 이상을 판매하였다. 또한, 빌보드 월드 앨범 차트에서 1위, 일본의 오리콘 앨범 차트에서는 39위를 차지하였다. 한편, 싱글 "4 Walls"는 가온 디지털 차트와 빌보드 월드 디지털 송에서 모두 2위를 기록하였다.

## 배경
대한민국 기반의 걸그룹 f(x)는 크리스탈, 엠버, 빅토리아, 설리, 루나로 구성된 5인조 걸그룹으로 알려져 있었다. 그룹이 5인조로 발매한 음반은 2014년 7월 Red Light가 마지막이다. Red Light 활동 기간 중 멤버 설리는 2014년 7월 25일 그가 "지속적인 악플과 루머로 고통을 호소"하고 있다는 소속사 SM 엔터테인먼트의 공식 발표와 함께 방송 활동 참여를 중단하였다. 설리의 중단 이후에도 f(x)의 다른 네 명의 멤버는 모두 음반 활동을 지속하였다. 1년 간의 활동 중단 이후 2015년 8월 7일, SM 엔터테인먼트는 설리가 연기 활동에 집중하기 위해 그룹에서 탈퇴하고, f(x)는 네 명의 멤버로 그룹 활동을 이어간다고 공식 발표하였으며, 그룹의 활동과 멤버들의 개별 활동, 설리의 활동 모두 적극 지원해 나갈 계획이라고 덧붙였다.

## 발매와 활동
2015년 9월 11일, f(x)가 정규 4집 음반을 작업 중이며, 뮤직 비디오를 촬영하기 위해 제주도로 떠났다고 보도되었다. 음반은 4 Walls라는 제목으로 2015년 10월 27일 SM 엔터테인먼트를 통해 전세계에 디지털로 발매되었다. 대한민국에서는 SM 엔터테인먼트와 KT 뮤직을 통해 디지털과 실물로 음반이 발매되었다. 타이틀곡 "4 Walls"의 뮤직 비디오도 동시에 공개되었다.
음반 발매 이후 f(x)는 몇몇의 음악 프로그램에 출연하여 무대 공연 활동을 하였다. 2015년 10월 29일 엠넷의 엠카운트다운를 통해 텔레비전 무대가 최초 공개되었고, "Diamond"와 "4 Walls"를 공연하였다. 그룹은 이어지는 이틀 간 KBS 뮤직뱅크와 MBC 쇼! 음악중심에 각각 출연하였다. 그룹은 음반 활동에서 더 나아가 데뷔한 2009년 이래 최초의 단독 콘서트 투어인 Dimension 4 – Docking Station을 개최하였다. 2016년 1월 28일에서 31일까지 대한민국 서울 올림픽 공원에서 콘서트를 시작하였고, 일본 도쿄, 후쿠오카, 오사카, 나고야의 네 도시에서 여섯 번의 공연을 가졌다. 이 투어는 2016년 2월 20일에서 28일까지 계속되었다.

## 수록곡
| #            | 제목                      | 작사                  | 작곡                                                                                            | 편곡  | 재생 시간 |
| ------------ | ------------------------- | --------------------- | ----------------------------------------------------------------------------------------------- | ----- | --------- |
| 1.           | 〈4 Walls〉               | 이스란 (Jam factory)  | LDN Noise, Tay Jasper, Adrian Mckinnon                                                          | 3:27  |           |
| 2.           | 〈Glitter〉               | 이스란 (Jam factory)  | Andreas Oberg, Maria Marcus                                                                     | 2:59  |           |
| 3.           | 〈Deja Vu〉               | 조윤경                | Adam Kapit, Ryan S. Jhun, Nermin Harambasic, Kine J. Hansen, Lloyd Lawrence Lorenz              | 3:40  |           |
| 4.           | 〈X〉                     | 김인형, 신혜선        | Nicolas Jack Scapa(10K Islands), Brian Robertson, Fransisca Hall, Anjulie Persaud, Ryan S. Jhun | 3:23  |           |
| 5.           | 〈Rude Love〉             | 100%서정              | LDN Noise, Andrew Jackson, Katherine Daisy Syron-Russell                                        | 4:18  |           |
| 6.           | 〈Diamond〉               | 김영후                | Jussi Karvinen, Taylor Parks, Ryan S.Jhun                                                       | 3:59  |           |
| 7.           | 〈Traveler〉 (Feat. ZICO) | 김진주, JQ (랩: ZICO) | Streotypes                                                                                      | 3:38  |           |
| 8.           | 〈Papi〉                  | 켄지                  | 켄지, LDN Noise, SHAUN, Ylva Dimberg                                                            | 3:05  |           |
| 9.           | 〈Cash Me Out〉           | 켄지                  | David Dawood, Mark Pellizzer                                                                    | 3:21  |           |
| 10.          | 〈When I`m Alone〉        | 조윤경                | Bonnie McKee, Matt Radosevich, Steven Robson, Carly Rae Jepsen, 황현                            | 3:23  |           |
| 총 재생 시간 | 총 재생 시간              | 총 재생 시간          | 총 재생 시간                                                                                    | 33:13 |           |

## 차트

### 주간 차트
| 차트 (2015)                   | 최고 순위 |
| ----------------------------- | --------- |
| 일본 (오리콘)                 | 39        |
| 대한민국 (가온 차트)          | 1         |
| 미국 월드 앨범 (빌보드)       | 1         |
| 미국 히트시커스 앨범 (빌보드) | 7         |

## 발매 이력
| 지역     | 발매일           | 형식                | 발매사                   |
| -------- | ---------------- | ------------------- | ------------------------ |
| 대한민국 | 2015년 10월 27일 | CD, 디지털 다운로드 | SM 엔터테인먼트, KT 뮤직 |
| 전세계   | 2015년 10월 27일 | 디지털 다운로드     | SM 엔터테인먼트          |